# Rodokmen pánů z Michalovic
Rodokmen pánů z Michalovic:
Beneš Heřman z Michalovic († po 1222)
1. Beneš Pyšný z Velešína († kolem 1290)
  1. Jan I. z Michalovic († 1306)
    1. Beneš Věrný z Michalovic († 1322) ∞  Johanka z Rožmberka († 1317)
      1. Jan II. z Michalovic († 1354)  ∞  (I) Tymka († 1340);  ∞  (II) Maruše († 1363)
        1. Petr I. z Michalovic († 1368)  ∞  Eliška († 1411)
          1. Barbara z Michalovic  ∞  (I) Jindřich z Roupova;  ∞  (II) Vilém Švihovský z Rýzmberka
          2. Jan III. starší z Michalovic († 1425)  ∞  Magdalena z Koldic († 1406)
            1. Kunka z Michalovic († po 1464)  ∞  Jaroslav ze Šternberka († 1420)
            2. Jindřich I. z Michalovic († 1420)
            3. Petr II. z Michalovic († 1437)  ∞  Ludmila z Pernštejna
              1. Václav z Michalovic († 1451)

            4. Jan IV. mladší z Michalovic († 1436)  ∞  Markéta z Rýzmberka
              1. Markéta z Michalovic († po 1457)  ∞  Jan ze Smiřic († 1453)
              2. Magdaléna z Michalovic († po 1468)  ∞  Jan Tovačovský z Cimburka († 1483)
              3. Jindřich II. Kruhlata z Michalovic († 1468)  ∞  (I) Anna z Hradce († 1452);  ∞  (II) Kunhuta z Cimburka

            5. Michal z Michalovic († 1420)

        2. Johanna z Michalovic  ∞  Ulrich z Maissau[1]

      2. Jindřich I. z Velešína († 1355)  ∞  Eliška z Kapelu († po 1349)
        1. Ješek z Velešína († 1362)
        2. Beneš II z Velešína († 1361)  ∞  Bohunka z Boskovic
          1. Markéta z Velešína († po 1361)

        3. Jindřich II. z Velešína († 1372)
2. Markvart z Michalovic († kolem 1268)